# 曲陵郡
曲陵郡，中国南北朝时设置的郡，一作曲阳郡。
南朝梁置曲陵郡，治所在曲陵县（今湖北省汉川市西北麻河镇）。辖境约当今湖北省汉川市一带。属南司州。西魏时属安州。隋朝开皇初年废。 